# Peptid giống Galanin
Peptide giống Galanin (GALP) là một loại neuropeptide có ở người và các động vật có vú khác. Nó là một polypeptide 60- amino acid được sản xuất trong nhân vòng cung của vùng dưới đồi và tuyến yên sau. Nó có liên quan đến việc điều chỉnh sự thèm ăn và cũng có thể có các vai trò khác như viêm, hành vi tình dục và căng thẳng.